# Dumbarton Oaks-i konferencia

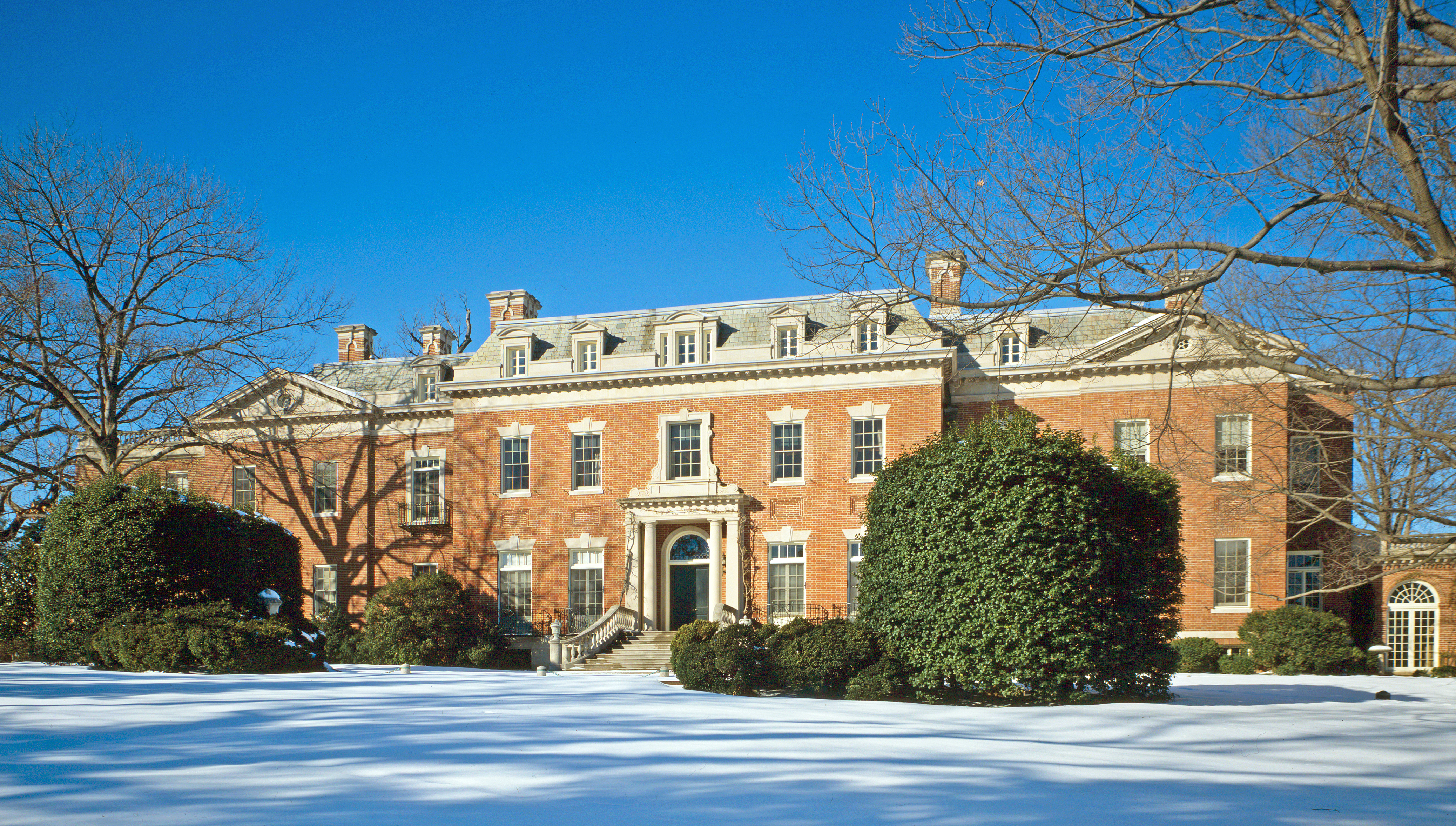
A Dumbarton Oaks villa

A Dumbarton Oaks-i konferencia volt az a nemzetközi konferencia, melyen megalakult az Egyesült Nemzetek Szervezete. 1944. augusztus 21. és október 7. között tartották a washingtoni Dumbarton Oaks villában, az Egyesült Államok, a Szovjetunió, az Egyesült Királyság és a Kínai Köztársaság részvételével. A konferencia elnöke Edward Reilly Stettinius volt, az USA helyettes államtitkára. A brit delegáció vezetője Sir Alexander Cadogan volt, a külügyekért felelős helyettes államtitkár, a szovjeté pedig Andrej Gromiko, az amerikai szovjet nagykövet.
A konferencián eldöntötték, mely államokat hívják meg tagnak, szó volt az ENSZ Biztonsági Tanácsa megalapításáról és az állandó tagoknak járó vétójogról.
1944. október 9-én létrejött a de facto 12 fejezetes tervezet. A szovjetek eleinte 16 helyet követeltek maguknak az ENSZ közgyűlésében, de végül meg kellett elégedniük két kiegészítő hellyel Fehéroroszország és Ukrajna számára. A továbbiakban megegyeztek abban, hogy a tervezett San Franciscó-i konferenciára csak azokat az államokat hívják meg, amelyek 1945. március 1-je előtt hadat üzentek a tengelyhatalmaknak. A SZU tiltakozott Argentína meghívása ellen, amely a háború alatt semleges államként a Harmadik Birodalmat támogatta. (Az USA nyomására március 27-én Argentína úgy határozott, hogy hadat üzen a tengelyhatalmak ellen.) Másfelől az USA és Nagy-Britannia már hosszú ideje nem álltak készen arra, hogy a szovjetek által irányított lengyel kormányt Lublinban elismerjék és meghívják San Franciscóba. Azt követelték, hogy a kormány egészüljön ki a Nagy-Britanniában levő lengyel emigráció tagjaival és a lengyel ellenállás képviselőivel. Moszkva viszont csak egy kormányt akart elfogadni Lengyelországban, azt, amelyik szovjetbarát, mivel ők már eleve befolyásolható övezetként akarták birtokolni Lengyelországot.
A konferenciát a jaltai konferencia követte 1945 februárjában, majd a San Franciscó-i 1945 áprilisától júniusig, ahol bevezették, hogy a Biztonsági Tanácsnak vétójoga legyen, és véglegesítették az alaptervezet szövegét.